# Max Perutz
Max Ferdinand Perutz, FRS, OM, CBE (19. května 1914 Vídeň – 6. února 2002 Cambridge) byl britský molekulární biolog narozený v Rakousku, který v roce 1962 spolu s Johnem Kendrewem získal Nobelovu cenu za chemii za „výzkumy v oblasti stanovení struktury globulárních bílkovin“. V roce 1979 pak získal Copleyho medaili.

## Život
Jeho otec Hugo Perutz (1878–1958) se narodil v Praze a pocházel z bohaté pražské židovské podnikatelské rodiny. V mládí byl poslán na zkušenou do Anglie, potom dostal od rodičů peníze na rozjezd vlastního podnikání. Koupil si podíl ve vídeňské firmě, která provozovala kartounku v České Lípě, a přestěhoval se do Vídně. Tak se v roce 1904 oženil s Adele Goldschmidt (1878–1958), která se narodila ve Vídni a pocházela také z bohaté židovské rodiny podnikající v textilním průmyslu. Perutz se narodil jako se ve Vídni jako nejstarší ze tří dětí. Přes svůj židovský původ byl v šesti letech pokřtěn jako katolík. V pozdějším životě se považoval za nevěřícího, ale své věřící kolegy hluboce respektoval.
Rodiče doufali, že bude právníkem a převezme rodinné podnikání, ve škole ho však zajímala chemie. Přes námitky rodičů vystudoval chemii na Vídeňské univerzitě, kterou dokončil v roce 1936. Zajímala ho biochemie, tedy mu známa její vysoká úroveň Univerzita v Cambridgi. Požádal tedy svého učitele Hermana Marka, který měl jen do Cambridge na návštěvu, aby se zeptal Fredericka Hopkinse, zda by pro něj nebylo místo v jeho týmu. Ten se ho zeptat zapomněl, ale zeptal se Johna Desmonda Bernala, který hledal studenta pro výzkum v oblasti rentgenové krystalografie. Perutz byl zklamán, když tomto oboru nic moc nevěděl, na naléhání Marka však nabídku přijal.
V roce 1936 tak odjel na Univerzitu v Cambridgi a věnoval se rentgenové krystalografii v Bernalově laboratoři. Rodina ho ve studiu finančně podporovala. Bernal mu navrhl, aby studoval strukturu bílkovin metodou rentgenové difrakce a mohl se tedy věnovat krystalografii i biochemii. Protože krystaly bílkovin bylo obtížné získat, použil krystaly koňského hemoglobinu a začal psát doktorskou práci o jeho struktuře. Hemoglobinu se pak věnoval většinu svého profesního života. Ph.D. získal v roce 1940 pod vedením Williama Lawrence Bragga.
Po anšlusu jeho rodiče uprchli z Rakouska do Švýcarska. Přišli tím však o většinu majetku, nemohli už tedy syna finančně podporovat. Díky svým lyžařským schopnostem, zkušenostmi s horolezectvím a znalostem krystalů byl Perutz v létě 1938 přijat do tříčlenného týmu, který měl studovat přeměnu sněhu v led ve švýcarských ledovcích. Výsledkem expedice byl článek, díky kterému byl také považován za odborníka v oblasti glaciologie.
Bragg považoval jeho výzkum hemoglobinu za perspektivní a přesvědčil ho, aby si požádal o grant u americké Rockefeller Foundation. Perutz grant v lednu 1939 získal a byl tak finančně zajištěn a mohl podporovat i svoje rodiče, kteří se za ním v březnu 1939 do Anglie přestěhovali.
Po začátku války byl na příkaz Winstona Churchilla spolu s dalšími Němci a Rakušany internován v  Kanadě. Během války pracoval na tajném Projektu Habakkuk, jehož součástí byl projekt ledovcové plošiny uprostřed Atlantiku, která měla být využívána na doplňování paliva letadel. Po válce se ke glaciologii na chvíli vrátil a přišel na důvod, proč ledovce plují na vodě.
V roce 1953 vynalezl metodu využívající rentgenové záření, kterou lze určovat molekulární strukturu bílkovin. V roce 1959 objevil molekulární strukturu hemoglobinu. Za to v roce 1962 spolu s Johnem Kendrewem Nobelovu cenu za chemii.
V roce 1942 si vzal Giselu Peiserovou. Měli spolu dceru Vivien a syna Robina.
Zemřel v roce 2002, jeho popel je uložen v hrobě v Cambridge. Jeho manželka Gisela zemřela  roce 2005.